# Constantin Wilhelm Lambert Gloger
Constantin Wilhelm Lambert Gloger (Kasischka, Dep. Grottkau Silesia, 17 de septiembre de 1803 - Berlín, 30 de septiembre de 1863) fue un zoólogo y ornitólogo alemán. 
Gloger fue la primera persona en reconocer las diferencias estructurales entre las golondrinas y los vencejos, y también el primero en poner cajas artificiales para la cría de murciélagos. 
Fue el creador de la Regla de Gloger o Regla de Golger en la que predice el aumento de los pigmentos oscuro en las razas de animales que viven en los hábitats calurosos y húmedos. Expuso esta teoría en su artículo Das el der de Abändern el durch de Vögel el des de Einfluss Klima (1833).
Otros trabajos incluyen Gemeinnütziges Hand-und el der de Hilfsbuch Naturgeschichte (1841).

## Abreviatura (zoología)
La abreviatura Gloger  se emplea para indicar a Constantin Wilhelm Lambert Gloger como autoridad en la descripción y taxonomía en zoología.